# Trường Đại học Xây dựng Hà Nội
Trường Đại học Xây dựng Hà Nội (tiếng Anh: Hanoi University of Civil Engineering, viết tắt là HUCE) là trường đại học chuyên ngành, giữ vai trò tiên phong trong lĩnh vực đào tạo và nghiên cứu nhóm ngành kiến trúc, xây dựng và điện tử tại Việt Nam, trực thuộc sự quản lý của Bộ Xây dựng.
Tiền thân là Khoa Xây dựng của Trường Đại học Bách khoa Hà Nội từ năm 1956. Đến năm 1966 tách ra thành trường riêng. Đến năm 2017, trường trở thành 1 trong 4 trường đại học đầu tiên của Việt Nam đạt chuẩn quốc tế trong đào tạo và nghiên cứu do Hội đồng cấp cao đánh giá nghiên cứu và giáo dục đại học (HCERES) công nhận.

## Lịch sử
Ngày 6 tháng 3 năm 1956, Trường Đại học Bách khoa Hà Nội được thành lập với 10 khoa trực thuộc, trong đó có Khoa Xây dựng. Địa điểm của khoa lúc bấy giờ là một phần nhà D trong khu Đông Dương học xá.
Ngày 8 tháng 8 năm 1966, theo Quyết định số 144/CP, Khoa Xây dựng chính thức được tách ra thành Trường Đại học Xây dựng.
Do hoàn cảnh chiến tranh, từ năm 1970, trường được di tản lên Hương Canh, Vĩnh Phú và một bộ phận nhỏ ở huyện Mê Linh. Ngày 10 tháng 9 năm 1972, trường bị ném bom tại nơi di tản ở Hương Canh.
Sau khi hòa bình lập lại, năm 1982, trường bắt đầu lên kế hoạch chuyển trở về Hà Nội. Đến cuối năm 1983, trường chính thức chuyển về Hà Nội nhưng bị phân tán ở bốn địa điểm khác nhau: Cổ Nhuế, Phúc Xá, Bách Khoa và Đồng Tâm. Năm 1991, trường được tập trung về một địa điểm tại phường Đồng Tâm, quận Hai Bà Trưng, Hà Nội.
Năm 2014, trường lên kế hoạch đầu tư xây dựng cơ sở mới đào tạo thực nghiệm tại Hà Nam với diện tích 24ha.
Năm 2016, trường khởi công xây dựng giảng đường H3 với diện tích 13000m² sàn xây dựng. Công trình này được khánh thành vào năm 2018.
Năm 2021, theo Quyết định số 1396/QĐ-TTg ngày 13 tháng 8 năm 2021 của Thủ tướng Chính phủ, do Phó Thủ tướng Vũ Đức Đam ký thay, Trường Đại học Xây dựng được đổi tên thành Trường Đại học Xây dựng Hà Nội.

## Thành tích[6]
- 1 Huân chương Hồ Chí Minh (2006)
- 2 Huân chương Độc lập hạng Nhất (2001, 2016)
- 1 Huân chương Độc lập hạng Nhì (1996)
- 1 Huân chương Độc lập hạng Ba (1991)
- 1 Huân chương Lao động hạng Nhất (1986)
- 1 Huân chương Lao động hạng Nhì (1983)
- 1 Huân chương Lao động hạng Ba (1978)
- 1 Huân chương Chiến công hạng Ba (1973)
- 54 Huân chương Lao động (hạng Nhất, hạng Nhì, hạng Ba) và hàng trăm bằng khen của Chính phủ, các Bộ, tỉnh và thành phố cho các tập thể và cá nhân.
- 500 huân, huy chương Kháng chiến chống Mỹ, trên 600 huy chương "Vì sự nghiệp giáo dục" cho các cán bộ của trường.
- Bộ môn Đường ôtô và đường thành phố được Nhà nước phong tặng danh hiệu Đơn vị Anh hùng.

## Hệ thống đào tạo

### Khoa trực thuộc
1. Khoa Xây dựng dân dụng và Công nghiệp
2. Khoa Công nghệ thông tin
3. Khoa Cơ khí
4. Khoa Cầu đường
5. Khoa Kinh tế và Quản lý xây dựng
6. Khoa Vật liệu xây dựng
7. Khoa Xây dựng Công trình thủy
8. Khoa Công trình biển và Dầu khí
9. Khoa Kỹ thuật môi trường
10. Khoa Kiến trúc và Quy hoạch
11. Ban đào tạo Kỹ sư chất lượng cao
12. Khoa Giáo dục quốc phòng
13. Khoa Lý luận chính trị

### Cơ sở Khoa học Công nghệ
1. Viện Cảng - Kỹ thuật hàng hải;
2. Viện Địa kỹ thuật và Công trình;
3. Viện Khoa học và Công nghệ Công trình thủy;
4. Viện Khoa học và Công nghệ Cơ điện Xây dựng;
5. Viện Khoa học và Kỹ thuật môi trường;
6. Viện Kỹ thuật Công trình xây dựng;
7. Viện Kỹ thuật cao Việt Nam - Nhật Bản;
8. Viện Nghiên cứu và Ứng dụng Vật liệu xây dựng nhiệt đới;
9. Viện Quy hoạch và Kiến trúc đô thị;
10. Viện Quy hoạch và Kỹ thuật giao thông vận tải;
11. Viện Quản lý Đầu tư Xây dựng;
12. Viện Tin học xây dựng;
13. Viện Xây dựng Công trình biển;
14. Viện Công nghệ Trắc địa xây dựng;

## Quy mô đào tạo
Trường hiện có 24 Giáo sư, 102 Phó Giáo sư, 137 giảng viên cao cấp, 239 Tiến sỹ, 409 Thạc sỹ, 9 Nhà giáo Nhân dân và 67 Nhà giáo Ưu tú. Là một trong những trường có đội ngũ giảng viên chất lượng nhất.

### Đào tạo đại học
- Hệ chính quy: quy mô đào tạo khoảng 19.000 sinh viên, trong đó:
  - Hệ chính quy: Gồm 24 ngành/chuyên ngành, thời gian đào tạo 5 năm, tập trung;
  - Hệ chính quy bằng 2: Gồm 20 ngành/chuyên ngành, thời gian đào tạo 3 năm, tập trung;
  - Hệ chính quy liên thông: Gồm 10 ngành/chuyên ngành; thời gian đào tạo 2,5 năm, tập trung;
- Hệ vừa làm vừa học: Gồm 24 ngành/chuyên ngành; thời gian đào tạo 5,5 năm; với quy mô đào tạo khoảng 3.000 sinh viên, chưa kể các hệ đào tạo ngắn hạn và đào tạo thường xuyên.

* Sinh viên có thể đăng ký chương trình chất lượng cao hoặc chương trình liên kết để nâng cao chất lượng đào tạo.

### Đào tạo sau đại học
- Đào tạo thạc sĩ: Gồm 17 chuyên ngành với quy mô 1.950 học viên cao học
- Đào tạo tiến sĩ: Gồm 19 chuyên ngành với quy mô 135 nghiên cứu sinh..

Bên cạnh đó, trường còn tổ chức các chương trình đào tạo ngắn hạn (cấp chứng chỉ) nhằm bồi dưỡng, nâng cao kiến thức với các chuyên đề xuất phát từ yêu cầu thực tiễn như Giám sát thi công xây dựng công trình, Quản lý dự án đầu tư xây dựng, Đấu thầu xây dựng, Bất động sản, Các lớp nâng cao kỹ năng nghề nghiệp cho Kỹ sư mới ra trường...

## Hiệu trưởng qua các thời kì
| Học hàm     | Học vị           | Họ và tên       | Nhiệm kỳ  | Ghi chú           |
| ----------- | ---------------- | --------------- | --------- | ----------------- |
| Giáo sư     | Tiến sĩ          | Nguyễn Sanh Dạn | 1966-1977 | quyền hiệu trưởng |
| Giáo sư     | Tiến sĩ khoa học | Đỗ Quốc Sam     | 1977-1982 |                   |
| Giáo sư     | Tiến sĩ khoa học | Phạm Ngọc Đăng  | 1982-1989 |                   |
| Giáo sư     | Tiến sĩ khoa học | Nguyễn Văn Chọn | 1989-1994 |                   |
| Giáo sư     | Tiến sĩ khoa học | Nguyễn Như Khải | 1994-1999 |                   |
| Giáo sư     | Tiến sĩ          | Nguyễn Lê Ninh  | 1999-2004 |                   |
| Phó giáo sư | Tiến sĩ          | Nguyễn Văn Hùng | 2004-2009 |                   |
| Phó giáo sư | Tiến sĩ          | Lê Văn Thành    | 2009-2014 |                   |
| Phó giáo sư | Tiến sĩ          | Phạm Duy Hòa    | 2014-2023 |                   |
| Phó giáo sư | Tiến sĩ          | Hoàng Tùng      | 2023-nay  |                   |

## Phong trào sinh viên
Trường có phong trào sinh viên phát triển và giàu thành tích trong các cuộc thi sinh viên toàn quốc.
Nơi đây nổi tiếng là cái nôi đào tạo ca sĩ không chính quy với nhiều ca sĩ có tên tuổi như Trần Tuấn Hùng, Nguyễn Hoàng, Trần Nhất Hoàng, Nghiêm Mạnh Tuấn, Nguyễn Duy Hùng, Võ Anh Tuấn, Nguyễn Đức Hiệp, Phan Thanh Bình, Trần Hồng Trường, Nguyễn Trung Dũng, Bùi Chiến Phong, Đức Phúc. Là nơi khai sinh và đầu tư nhạc cụ ban đầu cho Ban nhạc Bức Tường, mở ra phong trào rock của sinh viên Việt Nam. Trường Xây cũng là một trong hai trường duy nhất tham dự tất cả các cuộc thi SV với thành tích 1 lần về nhì, để lại ấn tượng rất mạnh mẽ với người xem và ban giám khảo một chất rất "xây dựng".
Phong trào thể dục thể thao Nhà trường cũng rất phát triển như: bóng đá - luôn là đội mạnh (sân 11) và ứng cử viên vô địch (sân 5) của các giải bóng đá sinh viên; bóng rổ - là đội hạt giống của các giải đấu tham dự... Mỗi năm trường tổ chức các giải đấu thể thao giữa các lớp trong khoa hay toàn trường đem lại sự giao lưu, gặp gỡ và đoàn kết của sinh viên.
Trường có nhiều câu lạc bộ của sinh viên, đem lại những trải nghiệm, kiến thức và kĩ năng cho sinh viên. Các sinh viên tham ra nhất nhiều các hoạt động xã hội, thiện nguyện như trại hè, hiến máu nhân đạo, thăm làng trẻ SOS,...
Phong trào sinh viên được trường quan tâm đầu tư và phát triển, thực hiện mục tiêu phát triển sinh viên có đầy đủ văn-thể-mỹ.

## Xe buýt
Hướng dẫn đi xe buýt từ các điểm trung chuyển, bến xe và một số khu vực khác về trường 
| Điểm trung chuyển/ Bến xe/ Khu vực | Di chuyển                                                    | Di chuyển                                                                             | Di chuyển                         | Di chuyển                                                                       | Di chuyển                                                                       | Di chuyển                                                                       | Tổng quãng đường |
| Điểm trung chuyển/ Bến xe/ Khu vực | Điểm bắt xe buýt                                             | Số hiệu tuyến lần 1                                                                   | Điểm chuyển tuyến (nếu có)        | Số hiệu tuyến lần 2 (nếu có)                                                    | Tên điểm dừng ĐH Xây dựng                                                       | Đi bộ                                                                           | Tổng quãng đường |
| ---------------------------------- | ------------------------------------------------------------ | ------------------------------------------------------------------------------------- | --------------------------------- | ------------------------------------------------------------------------------- | ------------------------------------------------------------------------------- | ------------------------------------------------------------------------------- | ---------------- |
| Điểm trung chuyển Long Biên        | E3.4 Trung chuyển Long Biên                                  | 08A Long Biên - Đông Mỹ                                                               |                                   |                                                                                 | Kí túc xá ĐH Xây dựng - Trần Đại Nghĩa                                          | 400m                                                                            | 6 km             |
| Điểm trung chuyển Long Biên        | E1.3 Trung chuyển Long Biên                                  | 23 Nguyễn Công Trứ - Long Biên - Nguyễn Công Trứ                                      |                                   |                                                                                 | 15 Phương Mai - Bệnh viện Da Liễu Trung ương                                    | 250m                                                                            |                  |
| Điểm trung chuyển Long Biên        | E1.3 Trung chuyển Long Biên                                  | 18 ĐH Kinh tế quốc dân - Long Biên - ĐH Kinh tế quốc dân (Đã dừng hoạt động 1/4/2024) |                                   |                                                                                 | 15 Phương Mai - Bệnh viện Da Liễu Trung ương                                    | 250m                                                                            |                  |
| Điểm trung chuyển Long Biên        | E3.1 Trung chuyển Long Biên                                  | 31 ĐH Mỏ - Bách Khoa                                                                  |                                   |                                                                                 | Qua Viện tin học pháp ngữ 20m - Lê Thanh Nghị                                   | 450m                                                                            |                  |
| Điểm trung chuyển Long Biên        | E3.3 Trung chuyển Long Biên                                  | 41 Nam Thăng Long - Bến xe Giáp Bát                                                   |                                   |                                                                                 | Đối diện cổng Parabol ĐH Bách Khoa - 64 Giải Phóng                              | 150m                                                                            |                  |
| Điểm trung chuyển Trần Khánh Dư    | Trung chuyển Trần Khánh Dư (Khu đón khách)                   | 03A Bến xe Gia Lâm - Bến xe Giáp Bát                                                  |                                   |                                                                                 | Đối diện cổng Parabol ĐH Bách Khoa - 64 Giải Phóng                              | 150m                                                                            |                  |
| Điểm trung chuyển Trần Khánh Dư    | Trung chuyển Trần Khánh Dư (Khu đón khách)                   | 35A Trần Khánh Dư - Nam Thăng Long                                                    |                                   |                                                                                 | 120 Đại Cồ Việt                                                                 | 900m                                                                            |                  |
| Điểm trung chuyển Trần Khánh Dư    | Trung chuyển Trần Khánh Dư (Khu đón khách)                   | 44 Trần Khánh Dư - Bến xe Mỹ Đình (Đã dừng hoạt động 1/4/2024)                        |                                   |                                                                                 | 120 Đại Cồ Việt                                                                 | 900m                                                                            |                  |
| Điểm trung chuyển Trần Khánh Dư    | Trung chuyển Trần Khánh Dư (Khu đón khách)                   | 51 BX Gia Lâm- Trần Vỹ ( Học viện Tư pháp )                                           |                                   |                                                                                 | 120 Đại Cồ Việt                                                                 | 900m                                                                            |                  |
| Điểm trung chuyển Cầu Giấy         | ĐH Giao thông Vận tải - Điểm số 2                            | 26 Sân vận động Quốc gia - Mai Động                                                   |                                   |                                                                                 | Đại học Bách Khoa - Trần Đại Nghĩa                                              | 450m                                                                            |                  |
| Điểm trung chuyển Cầu Giấy         | ĐH Giao thông Vận tải - Điểm số 2                            | 28 ĐH Mỏ - BX Nước Ngầm                                                               |                                   |                                                                                 | Đối diện cổng Parabol ĐH Bách Khoa - 64 Giải Phóng                              | 150m                                                                            |                  |
| Điểm trung chuyển Cầu Giấy         | ĐH Giao thông Vận tải - Điểm số 2                            | 32 Nhổn - Bến xe Giáp Bát                                                             |                                   |                                                                                 | Đối diện cổng Parabol ĐH Bách Khoa - 64 Giải Phóng                              | 150m                                                                            |                  |
| Điểm trung chuyển Nhổn             | Trung chuyển Nhổn (chiều Sơn Tây - Hà Nội)- Đường 32         | 32 Nhổn - Bến xe Giáp Bát                                                             |                                   |                                                                                 | Đối diện cổng Parabol ĐH Bách Khoa - 64 Giải Phóng                              | 150m                                                                            |                  |
| Điểm trung chuyển Hoàng Quốc Việt  | Trung chuyển xe buýt Hoàng Quốc Việt (Cột 2) - chiều đi Bưởi | 07 Nội Bài - Cầu Giấy                                                                 | ĐH Giao thông Vận tải - Điểm số 1 | Di chuyển tới cột 2 rồi tiếp tục đi từ Cầu Giấy tới ĐHXD như hướng dẫn bên trên | Di chuyển tới cột 2 rồi tiếp tục đi từ Cầu Giấy tới ĐHXD như hướng dẫn bên trên | Di chuyển tới cột 2 rồi tiếp tục đi từ Cầu Giấy tới ĐHXD như hướng dẫn bên trên |                  |
| Điểm trung chuyển Hoàng Quốc Việt  | Trung chuyển xe buýt Hoàng Quốc Việt (Cột 1) - chiều đi Bưởi | 27 Nam Thăng Long - Bến xe Yên Nghĩa                                                  | ĐH Giao thông Vận tải - Điểm số 2 | Tiếp tục đi từ Cầu Giấy tới ĐHXD như hướng dẫn bên trên                         | Tiếp tục đi từ Cầu Giấy tới ĐHXD như hướng dẫn bên trên                         | Tiếp tục đi từ Cầu Giấy tới ĐHXD như hướng dẫn bên trên                         |                  |
| Điểm trung chuyển Hoàng Quốc Việt  | Trung chuyển xe buýt Hoàng Quốc Việt (Cột 1) - chiều đi Bưởi | 38 Nam Thăng Long - Mai Động                                                          | ĐH Giao thông Vận tải - Điểm số 2 | Tiếp tục đi từ Cầu Giấy tới ĐHXD như hướng dẫn bên trên                         | Tiếp tục đi từ Cầu Giấy tới ĐHXD như hướng dẫn bên trên                         | Tiếp tục đi từ Cầu Giấy tới ĐHXD như hướng dẫn bên trên                         |                  |
| Bến xe Gia Lâm                     | Điểm đỗ tuyến buýt 03 bên trong Bến xe Gia Lâm               | 03A Bến xe Gia Lâm - Bến xe Giáp Bát                                                  |                                   |                                                                                 | Đối diện cổng Parabol ĐH Bách Khoa - 64 Giải Phóng                              | 150m                                                                            |                  |
| Bến xe Giáp Bát                    | Dải đỗ số 1 bến xe Giáp Bát - Tuyến 03                       | 03A Bến xe Giáp Bát - Bến xe Gia Lâm                                                  |                                   |                                                                                 | 17 Giải Phóng - Biển báo số 1                                                   | 130m                                                                            |                  |
| Bến xe Giáp Bát                    | Dải đỗ số 1 bến xe Giáp Bát                                  | 08A Đông Mỹ - Long Biên                                                               |                                   |                                                                                 | Tường rào Đại học KTQD - Trần Đại Nghĩa                                         | 400m                                                                            |                  |
| Bến xe Giáp Bát                    | Dải đỗ số 1 bến xe Giáp Bát - Tuyến 03A, 42 và 21A           | 21A Bến xe Giáp Bát - Bến xe Yên Nghĩa                                                |                                   |                                                                                 | 17 Giải Phóng - Biển báo số 2                                                   | 100m                                                                            |                  |
| Bến xe Giáp Bát                    | Dải đỗ số 1 bến xe Giáp Bát                                  | 21B Duyên Thái - Bến xe Mỹ Đình                                                       |                                   |                                                                                 | 17 Giải Phóng - Biển báo số 2                                                   | 100m                                                                            |                  |
| Bến xe Giáp Bát                    | Dải đỗ số 1 bến xe Giáp Bát - Tuyến 25                       | 25 Bến xe Giáp Bát - Bệnh viện Bệnh nhiệt đới TW cơ sở 2                              |                                   |                                                                                 | 17 Giải Phóng - Biển báo số 1                                                   | 130m                                                                            |                  |
| Bến xe Giáp Bát                    | Dải đỗ số 2 bến xe Giáp Bát - Tuyến 28                       | 28 BX Nước Ngầm - ĐH Mỏ                                                               |                                   |                                                                                 | 17 Giải Phóng - Biển báo số 1                                                   | 130m                                                                            |                  |
| Bến xe Giáp Bát                    | Dải đỗ số 3 bến xe Giáp Bát - Tuyến 32 (Vị trí 1)            | 32 Bến xe Giáp Bát - Nhổn                                                             |                                   |                                                                                 | 17 Giải Phóng - Biển báo số 1                                                   | 130m                                                                            |                  |
| Bến xe Giáp Bát                    | Dải đỗ số 1 bến xe Giáp Bát - Tuyến 41                       | 41 Bến xe Giáp Bát - Nam Thăng Long                                                   |                                   |                                                                                 | 17 Giải Phóng - Biển báo số 2                                                   | 100m                                                                            |                  |
| Bến xe Nước Ngầm                   | Phòng trưng bày sản phẩm ôtô Ford - Ngọc Hồi                 | 21B Duyên Thái - Bến xe Mỹ Đình                                                       |                                   |                                                                                 | 17 Giải Phóng - Biển báo số 2                                                   | 100m                                                                            |                  |
| Bến xe Nước Ngầm                   | Phòng trưng bày sản phẩm ôtô Ford - Ngọc Hồi                 | 08A Đông Mỹ - Long Biên                                                               |                                   |                                                                                 | Tường rào Đại học KTQD - Trần Đại Nghĩa                                         | 400m                                                                            |                  |
| Bến xe Nước Ngầm                   | Điểm đỗ tuyến buýt 03B bên trong Bến xe Nước Ngầm            | 03B Bến xe Nước Ngầm - Giang Biên                                                     | Dải đỗ số 1 bến xe Giáp Bát       | Tiếp tục đi từ Giáp Bát tới ĐHXD như hướng dẫn bên trên                         | Tiếp tục đi từ Giáp Bát tới ĐHXD như hướng dẫn bên trên                         | Tiếp tục đi từ Giáp Bát tới ĐHXD như hướng dẫn bên trên                         |                  |
| Bến xe Nước Ngầm                   | Phòng trưng bày sản phẩm ôtô Ford - Ngọc Hồi                 | 12 Khánh Hà - Công viên Nghĩa Đô                                                      | Dải đỗ số 1 bến xe Giáp Bát       | Tiếp tục đi từ Giáp Bát tới ĐHXD như hướng dẫn bên trên                         | Tiếp tục đi từ Giáp Bát tới ĐHXD như hướng dẫn bên trên                         | Tiếp tục đi từ Giáp Bát tới ĐHXD như hướng dẫn bên trên                         |                  |
| Bến xe Nước Ngầm                   | Điểm đỗ tuyến buýt 16 bên trong Bến xe Nước Ngầm             | 16 Bến xe Nước Ngầm - Bến xe Mỹ Đình                                                  | Dải đỗ số 1 bến xe Giáp Bát       | Tiếp tục đi từ Giáp Bát tới ĐHXD như hướng dẫn bên trên                         | Tiếp tục đi từ Giáp Bát tới ĐHXD như hướng dẫn bên trên                         | Tiếp tục đi từ Giáp Bát tới ĐHXD như hướng dẫn bên trên                         |                  |
| Bến xe Yên Nghĩa                   | Điểm đỗ tuyến buýt 21 bên trong Bến xe Yên Nghĩa             | 21A Bến xe Yên Nghĩa - Bến xe Giáp Bát                                                |                                   |                                                                                 | Đối diện cổng Parabol ĐH Bách Khoa - 64 Giải Phóng                              | 150m                                                                            |                  |
| Bến xe Mỹ Đình                     | Điểm đỗ tuyến buýt 21 bên trong Bến xe Mỹ Đình               | 21B BX Mỹ Đình - Duyên Thái                                                           |                                   |                                                                                 | Đối diện cổng Parabol ĐH Bách Khoa - 64 Giải Phóng                              | 150m                                                                            |                  |
| Bến xe Mỹ Đình                     | Điểm đỗ tuyến buýt 44 bên trong Bến xe Mỹ Đình               | 44 Bến xe Mỹ Đình - Trần Khánh Dư (Đã dừng hoạt động 1/4/2024)                        |                                   |                                                                                 | 65 Đại Cồ Việt                                                                  | 800m                                                                            |                  |
| Bến xe Nam Thăng Long              | Điểm đỗ tuyến buýt 27 bên trong Bến xe Nam Thăng Long        | 27 Nam Thăng Long - Bến xe Yên Nghĩa                                                  | ĐH Giao thông Vận tải - Điểm số 2 | Tiếp tục đi từ Cầu Giấy tới ĐHXD như hướng dẫn bên trên                         | Tiếp tục đi từ Cầu Giấy tới ĐHXD như hướng dẫn bên trên                         | Tiếp tục đi từ Cầu Giấy tới ĐHXD như hướng dẫn bên trên                         |                  |
| Bến xe Nam Thăng Long              | Điểm đỗ tuyến buýt 35A bên trong Bến xe Nam Thăng Long       | 35A Nam Thăng Long - Trần Khánh Dư                                                    |                                   |                                                                                 | 65 Đại Cồ Việt                                                                  | 800m                                                                            |                  |
| Bến xe Kim Mã                      | Điểm đỗ tuyến buýt 99 bên trong Bến xe Kim Mã                | 99 Bến xe Kim Mã - Ngũ Hiệp                                                           |                                   |                                                                                 | 15 Phương Mai - Bệnh viện Da Liễu Trung ương                                    | 250m                                                                            |                  |
| Điểm trung chuyển Long Biên        | E3.4 Điểm trung chuyển Long Biên                             | 08B Long Biên - Vạn Phúc                                                              |                                   |                                                                                 | Đối diện cổng Parabol ĐH Bách Khoa - 64 Giải Phóng                              | 150m                                                                            |                  |
| Bến xe Giáp Bát                    | Dải đỗ số 1 Bến xe Giáp Bát                                  | 08B Vạn Phúc - Long Biên                                                              |                                   |                                                                                 |                                                                                 |                                                                                 |                  |

## Cựu sinh viên nổi tiếng
- Trịnh Đình Dũng, nguyên Phó Thủ tướng Chính phủ, Bộ trưởng Bộ Xây dựng, và Bí thư Tỉnh ủy Vĩnh Phúc.
- Ngô Xuân Lộc, nguyên Phó Thủ tướng Chính phủ, Bộ trưởng Bộ Xây dựng.
- Nguyễn Mạnh Kiểm, nguyên Bộ trưởng Bộ Xây dựng, nguyên Chủ tịch Tổng hội Xây dựng Việt Nam.
- PGS.TS.KTS. Đặng Thái Hoàng, nguyên giảng viên của trường, ông là trưởng nam của GS.NGND Đặng Thai Mai, em rể của Đại tướng Võ Nguyên Giáp, Trung tướng Phạm Hồng Cư, Trung tướng Phạm Hồng Sơn.
- Phạm Hồng Hà nguyên Bộ trưởng Bộ Xây dựng, nguyên Bí thư Tỉnh ủy Nam Định.
- Nguyễn Hồng Quân, nguyên Bộ trưởng Bộ Xây dựng.
- Nguyễn Văn Đọc, nguyên Bí thư Tỉnh ủy Quảng Ninh.
- Phạm Minh Huấn, Phó Bí thư Tỉnh ủy Tuyên Quang.
- Đỗ Đức Duy, Bộ Trưởng Bộ Tài Nguyên và Môi Trường, nguyên Bí thư Tỉnh ủy Yên Bái, sinh viên khoá 34 khoa Xây dựng dân dụng và Công nghiệp
- Lê Ất Hợi, nguyên Chủ tịch Ủy ban nhân dân thành phố Hà Nội.
- GS.TS.Nhà giáo Nhân dân Phạm Ngọc Đăng, Hiệu trưởng thứ ba trường Đại học Xây dựng, nguyên Tổng Thư ký Hội đồng Giáo sư Nhà nước và Chủ tịch Hội đồng Giáo sư liên ngành Xây dựng - Kiến trúc, Uỷ viên Hội đồng Bảo vệ thi hài Bác Hồ, Uỷ viên Hội đồng Phát triển bền vững Quốc gia, học khoá đầu tiên XDDD và CN, thầy là một trong những kỹ sư xây dựng đầu tiên của Việt Nam.
- Lê Quang Hùng , Thứ trưởng Bộ Xây dựng (Việt Nam)
- Bùi Xuân Dũng, Thứ trưởng Bộ Xây dựng
- Hoàng Thúc Hào, kiến trúc sư nổi tiếng.
- Lê Hoàng, đạo diễn.
- Ban nhạc Bức Tường gồm nhiều thành viên sáng lập.
- Trần Tuấn Việt, nhiếp ảnh gia nổi tiếng.
- Nguyễn Trần Bạt, doanh nhân.
- Trần Văn Sơn, Bộ trưởng, Chủ nhiệm Văn phòng Chính phủ, nguyên Bí thư Tỉnh ủy Điện Biên
- Nguyễn Thế Phước, Phó Chủ tịch Uỷ ban nhân dân tỉnh Yên Bái.
- Nguyễn Bá Hoan, Thứ trưởng Bộ Lao động – Thương binh và Xã hội.
- Trịnh Xuân Trường, Chủ tịch Uỷ ban nhân dân tỉnh Lào Cai, học khoá 40 khoa Xây dựng Dân dụng và Công nghiệp.
- Phan Thị Mỹ Linh, nguyên Thứ trưởng Bộ Xây dựng.
- Thiếu tướng Nguyễn Văn Tươi, nguyên Cục trưởng Cục Doanh trại - Tổng cục Hậu cần.
- Nguyễn Tường Lâm, Bí thư Ban Chấp hành Trung ương Đoàn Thanh niên Cộng sản Hồ Chí Minh.
- Dương Văn Mậu, Phó Tổng Giám đốc Vinaconex.
- Nguyễn Hữu Tới, Phó Tổng Giám đốc Vinaconex.
- Nguyễn Minh Hiền và Hoàng Ngọc Tú, Phó Tổng Giám đốc Tập đoàn DELTA.
- Nguyễn Đức Phúc, ca sĩ.

## Giảng viên nổi bật
1. Thầy giáo Đỗ Quốc Sam
2. Thầy giáo Đặng Hữu
3. Thầy giáo Phạm Ngọc Đăng
4. Thầy giáo Hoàng Thúc Hào
5. Thầy giáo Trần Nhật Thành - Chủ tịch Tập đoàn Xây dựng DELTA

## Các giáo sư
1. Ngành Xây dựng (DD&CN):
GS.TSKH Đỗ Quốc Sam, GS. Ngô Thế Phong, GS. Nguyễn Đình Cống, GS. Phan Quang Minh, GS. Đoàn Định Kiến, GS. Phạm Văn Hội.
2. Ngành Kiến trúc:
GS. Nguyễn Đức Thiềm, GS. Ngô Thế Thi, GS. Nguyễn Đình Điện, GS. Trịnh Trọng Hàn, GS. Lâm Quang Cường, GS. Nguyễn Mạnh Thu, GS. Phạm Đình Việt...
3. Ngành Môi trường, Cấp thoát nước:
GS. Phạm Ngọc Đăng, GS. Trần Hiếu Nhuệ, GS. Trần Ngọc Chấn, GS. Trần Hữu Uyển, GS. Nguyễn Thị Kim Thái, GS. Nguyễn Việt Anh...
4. Ngành Vật liệu Xây dựng:
GS. Nguyễn Tấn Quý, GS. Phùng Văn Lự...
5. Ngành Cầu đường, Giao thông vận tải:
GS. Đặng Hữu, GS. Nguyễn Văn Hường, GS. Lê Văn Thưởng, GS. Trần Đình Bửu, GS. Lê Đình Tâm, GS. Nguyễn Xuân Trục, GS. Dương Học Hải, GS. Vũ Đình Phụng ...
6. Ngành Kinh tế Xây dựng:
GS.TSKH  Nguyễn Văn Chọn, GS.TS  Nguyễn Đăng Hạc, GS.TSKH Nguyễn Mậu Bành, GS. Nguyễn Huy Thanh...
7. Ngành Cảng, Công trình thủy, Công trình biển:
GS. Lương Phương Hậu, GS. Phạm Khắc Hùng...
8. Cơ học, Cơ công trình:
GS. Lều Thọ Trình, GS. Nguyễn Mạnh Yên, GS. Phạm Huyễn, GS. Nguyễn Văn Phó, GS. Lê Xuân Huỳnh, GS. Trần Văn Liên...
9. Thủy lực, Cơ học đất và Nền móng:
GS.TSKH  Nguyễn Trâm, GS.TSKH Nguyễn Tài, GS. Vũ Công Ngữ, GS. Vũ Văn Tảo.v.v..
Các ngành khác:
GS. Nguyễn Minh Tuyển...

## Thông tin thêm
- Đại học Xây dựng Hà Nội ở rất gần với Đại học Kinh tế Quốc dân và Đại học Bách khoa Hà Nội nên thường được sinh viên gọi là Bộ 3 "Bách Khoa - Kinh tế - Xây dựng" hay "Bách Kinh Xây", bên cạnh Bộ 3 "Công Thuỷ Ngân" theo cách gọi của sinh viên Trường Đại học Công đoàn, Trường Đại học Thuỷ lợi và Học viện Ngân hàng.